# Thư ký Kim sao thế?
Thư ký Kim sao thế? (tiếng Hàn: 김비서가 왜 그럴까; Romaja: Kimbiseoga Wae Geureolkka) là một bộ phim truyền hình Hàn Quốc năm 2018 với sự tham gia của Park Seo-joon và Park Min-young. Nó dựa trên tiểu thuyết cùng tên của Jung Kyung-yoon được xuất bản lần đầu vào năm 2013, sau đó được KakaoPage chuyển thể thành truyện tranh vào năm 2015. Bộ phim được phát sóng trên tvN từ ngày 6 tháng 6 đến ngày 26 tháng 7 năm 2018, vào thứ Tư và thứ Năm hàng tuần cho 16 tập.

## Nội dung
Lee Young-joon (Park Seo-joon) là phó chủ tịch của một tập đoàn lớn. Thế giới của anh chấn động khi, một ngày, thư ký tài năng của anh, Kim Mi-so (Park Min-young), thông báo rằng cô sẽ từ chức sau khi làm việc cho Lee Young-joon trong 9 năm. Young-joon sau đó quyết định làm mọi cách để đảm bảo Mi-so luôn ở bên cạnh anh sau khi nói chuyện với người bạn thân nhất của mình, người tình cờ là giám đốc hội đồng quản trị trong công ty của anh.
Trong suốt cuộc hành trình, Lee Young-joon đã lên kế hoạch cho rất nhiều thứ trong khi Kim Mi-so quyết định tìm kiếm người anh trai thất lạc của mình từ một trải nghiệm đau thương trong quá khứ mà cô từng trải qua khi còn là một đứa trẻ. Cả hai đều vô tình biết rằng họ có cùng trải nghiệm đau thương nhưng cuối cùng, Kim Mi-so lại yêu Lee Young-joon khi họ hàn gắn cho nhau những kinh nghiệm đau thương trong quá khứ bị bắt cóc.

## Diễn viên

### Vai chính
| Diễn viên      | Nhân vật                     | Giới thiệu |
| Park Seo-joon  | Lee Young-joon/Lee Sung-hyun | Phó chủ tịch tập đoàn Yumyeong. Là một người đẹp trai và có năng lực, nhưng bệnh tự luyến của anh khiến Mi-so khó làm việc với anh. Anh nhận ra tình cảm của mình đối với Mi-so sau khi nhận ra rằng anh có thể sẽ mất cô. Anh có thể ghen tị với Mi-so khi cô ở với anh trai của anh hoặc với người khác không phải anh. Tại một thời điểm trong đời, anh bị PTSD. |
| Park Min-young | Kim Mi-so                    | Thư ký Kim, một thư ký có tay nghề cao đã làm việc với Young-joon trong 9 năm. Cô nhanh chóng đáp lại tình cảm của Young-joon sau khi nhận ra rằng anh là một phần trong thanh xuân của cô. |
| Lee Tae-hwan   | Lee Sung-yeon                | Anh trai của Young-joon, con trai trưởng tập đoàn Yoomyung. Là tiểu thuyết gia Murphys nổi tiếng. Anh đã phải lòng Mi-so trong lần đầu tiên chạm mặt. |

### Vai phụ

#### Xung quanh Lee Young-joon
| Diễn viên     | Nhân vật      | Giới thiệu                                                         |
| Kim Byeong-ok | Chủ tịch Lee  | Cha của Young-joon và Sung-yeon. Chủ tịch tập đoàn Yoomyung Group. |
| Kim Hye-ok    | Phu nhân Choi | Mẹ của Young-joon và Sung-yeon.                                    |

#### Xung quanh Kim Mi-so
| Diễn viên    | Nhân vật      | Giới thiệu               |
| Baek Eun-hye | Kim Pil-nam   | Chị hai của Kim Mi-so.   |
| Heo Sun-mi   | Kim Mal-hee   | Chị ba của Kim Mi-so.    |
| Jo Deok-hyun | Cha của Mi-so | Nghệ nhân nhạc Rock.     |
| Jung So-min  | Mẹ của Mi-so  | Mất từ khi Mi-so 5 tuổi. |

#### Tập đoàn Yoo Myung
| Diễn viên       | Nhân vật       | Giới thiệu                                                                                       |
| Kang Ki-young   | Park Yoo-sik   | Giám đốc tập đoàn Yoomyung. Bạn thân của Young-joon.                                             |
| Hwang Chan-sung | Go Gwi-nam     | Nhân viên của tập đoàn Yoomyung. Anh được biết đến với vẻ bề ngoài và là người đam mê công việc. |
| Pyo Ye-jin      | Kim Ji-ah      | Thư ký tân binh, cấp dưới của Mi-so.                                                             |
| Kim Ye-won      | Seol Ma-eum    | Thư ký của Yoo-sik, người có tính cách vụng về.                                                  |
| Hwang Bo-ra     | Bong Se-ra     | Phó phòng Bong, người có tính cách vừa đáng yêu vừa thô lỗ.                                      |
| Lee Yoo-joon    | Jung Chi-in    | Nhân viên phòng thư ký.                                                                          |
| Lee Jung-min    | Lee Young-ok   | Nhân viên phòng thư ký.                                                                          |
| Kim Jung-woon   | Park Joon-hwan | Trưởng phòng Park.                                                                               |
| Kang Hong-suk   | Yang Cheol     | Thư ký Yang. Nhân viên phòng thư ký kiêm tài xế của phó chủ tịch.                                |

### Khác
- Hong Ji-yoon vai Oh Ji-ran

### Xuất hiện đặc biệt
- Seo Hyo-rim
- Park Byung-eun vai Park Byung-eun, người hẹn hò với Kim Mi-so (tập 3)
- Kim Hyun-joo vai người phụ nữ trên máy bay (tập 3)

## Sản xuất

### Phát triển
Hầu hết các phong cách hình ảnh của các nhân vật chính trong bộ phim đã được tham khảo từ bản phiên bản truyện tranh, bao gồm cả thiết kế quần áo và tái hiện trang bìa truyện tranh cho ảnh tĩnh và hình ảnh quảng bá của bộ phim.
Buổi đọc kịch bản đầu tiên được tổ chức vào ngày 10 tháng 4 năm 2018, tại Studio Dragon ở Sangam-dong, Seoul, Hàn Quốc.
Maserati Hàn Quốc đã tài trợ cho bộ phim và cung cấp xe của Lee Young-joon, Lee Sung-yeon và Yumyeong Group. Những chiếc xe xuất hiện trong bộ phim bao gồm Maserati Ghibli (do Gwi-nam lái), Maserati Levante (do Sung-yeon lái), Maserati GranCabrio (do Young-joon lái) và Maserati Quattroporte (do Young-joon lái).

### Quảng bá
Buổi họp báo ra mắt bộ phim được tổ chức vào ngày 30 tháng 5 năm 2018, tại Times Square ở Seoul với sự tham dự của dàn diễn viên chính và đoàn làm phim.

### Phần 1
| Phát hành vào 14 tháng 6 năm 2018 | Phát hành vào 14 tháng 6 năm 2018 | Phát hành vào 14 tháng 6 năm 2018 | Phát hành vào 14 tháng 6 năm 2018 | Phát hành vào 14 tháng 6 năm 2018       | Phát hành vào 14 tháng 6 năm 2018 |
| STT                               | Nhan đề                           | Phổ lời                           | Phổ nhạc                          | Nghệ sĩ                                 | Thời lượng                        |
| --------------------------------- | --------------------------------- | --------------------------------- | --------------------------------- | --------------------------------------- | --------------------------------- |
| 1.                                | "Love Virus"                      | ZigZag Note, Kim Myeong-shin      | ZigZag Note, Kim Myeong-shin      | Kihyun (Monsta X), SeolA (Cosmic Girls) | 03:27                             |
| 2.                                | "Love Virus (Inst.)"              |                                   | ZigZag Note, Kim Myeong-shin      |                                         | 03:27                             |
| Tổng thời lượng:                  | Tổng thời lượng:                  | Tổng thời lượng:                  | Tổng thời lượng:                  | Tổng thời lượng:                        | 06:54                             |

### Phần 2
| Phát hành vào 20 tháng 6 năm 2018 | Phát hành vào 20 tháng 6 năm 2018 | Phát hành vào 20 tháng 6 năm 2018 | Phát hành vào 20 tháng 6 năm 2018 | Phát hành vào 20 tháng 6 năm 2018 | Phát hành vào 20 tháng 6 năm 2018 |
| STT                               | Nhan đề                           | Phổ lời                           | Phổ nhạc                          | Nghệ sĩ                           | Thời lượng                        |
| --------------------------------- | --------------------------------- | --------------------------------- | --------------------------------- | --------------------------------- | --------------------------------- |
| 1.                                | "It's You"                        | Good Choice, Yoda                 | Kim Se-jin, Midnight              | Jeong Se-woon                     | 03:39                             |
| 2.                                | "It's You (Inst.)"                |                                   | Kim Se-jin, Midnight              |                                   | 03:39                             |
| Tổng thời lượng:                  | Tổng thời lượng:                  | Tổng thời lượng:                  | Tổng thời lượng:                  | Tổng thời lượng:                  | 07:18                             |

### Phần 3
| Phát hành vào 21 tháng 6 năm 2018 | Phát hành vào 21 tháng 6 năm 2018 | Phát hành vào 21 tháng 6 năm 2018 | Phát hành vào 21 tháng 6 năm 2018 | Phát hành vào 21 tháng 6 năm 2018 | Phát hành vào 21 tháng 6 năm 2018 |
| STT                               | Nhan đề                           | Phổ lời                           | Phổ nhạc                          | Nghệ sĩ                           | Thời lượng                        |
| --------------------------------- | --------------------------------- | --------------------------------- | --------------------------------- | --------------------------------- | --------------------------------- |
| 1.                                | "Wanna Be"                        | ZigZag Note                       | ZigZag Note                       | GFriend                           | 03:09                             |
| 2.                                | "Wanna Be (Inst.)"                |                                   | ZigZag Note                       |                                   | 03:09                             |
| Tổng thời lượng:                  | Tổng thời lượng:                  | Tổng thời lượng:                  | Tổng thời lượng:                  | Tổng thời lượng:                  | 06:18                             |

### Phần 4
| Phát hành vào 27 tháng 6 năm 2018 | Phát hành vào 27 tháng 6 năm 2018                    | Phát hành vào 27 tháng 6 năm 2018        | Phát hành vào 27 tháng 6 năm 2018 | Phát hành vào 27 tháng 6 năm 2018 | Phát hành vào 27 tháng 6 năm 2018 |
| STT                               | Nhan đề                                              | Phổ lời                                  | Phổ nhạc                          | Nghệ sĩ                           | Thời lượng                        |
| --------------------------------- | ---------------------------------------------------- | ---------------------------------------- | --------------------------------- | --------------------------------- | --------------------------------- |
| 1.                                | "Just A Little Bit More" (조금만 더)                 | ZigZag Note, Kim Young-sung, Good Choice | ZigZag Note, Kim Young-sung       | Jinho (Pentagon), Rothy           | 03:25                             |
| 2.                                | "Just A Little Bit More (Inst.)" (조금만 더 (Inst.)) |                                          | ZigZag Note, Kim Young-sung       |                                   | 03:25                             |
| Tổng thời lượng:                  | Tổng thời lượng:                                     | Tổng thời lượng:                         | Tổng thời lượng:                  | Tổng thời lượng:                  | 06:50                             |

### Phần 5
| Phát hành vào 28 tháng 6 năm 2018 | Phát hành vào 28 tháng 6 năm 2018                        | Phát hành vào 28 tháng 6 năm 2018 | Phát hành vào 28 tháng 6 năm 2018 | Phát hành vào 28 tháng 6 năm 2018 | Phát hành vào 28 tháng 6 năm 2018 |
| STT                               | Nhan đề                                                  | Phổ lời                           | Phổ nhạc                          | Nghệ sĩ                           | Thời lượng                        |
| --------------------------------- | -------------------------------------------------------- | --------------------------------- | --------------------------------- | --------------------------------- | --------------------------------- |
| 1.                                | "Because I Only See You" (그대만 보여서)                 | Good Choice, Red Socks            | Red Socks                         | Kim Na-young                      | 03:40                             |
| 2.                                | "Because I Only See You (Inst.)" (그대만 보여서 (Inst.)) |                                   | Red Socks                         |                                   | 03:40                             |
| Tổng thời lượng:                  | Tổng thời lượng:                                         | Tổng thời lượng:                  | Tổng thời lượng:                  | Tổng thời lượng:                  | 07:20                             |

### Phần 6
| Phát hành vào 4 tháng 7 năm 2018 | Phát hành vào 4 tháng 7 năm 2018                 | Phát hành vào 4 tháng 7 năm 2018 | Phát hành vào 4 tháng 7 năm 2018 | Phát hành vào 4 tháng 7 năm 2018 | Phát hành vào 4 tháng 7 năm 2018 |
| STT                              | Nhan đề                                          | Phổ lời                          | Phổ nhạc                         | Nghệ sĩ                          | Thời lượng                       |
| -------------------------------- | ------------------------------------------------ | -------------------------------- | -------------------------------- | -------------------------------- | -------------------------------- |
| 1.                               | "Why Am I Like This" (왜 이럴까)                 | Moon Sung-nam, Im Joo-yeon       | Moon Sung-nam, Im Joo-yeon       | Lee Da-yeon                      | 02:40                            |
| 2.                               | "Why Am I Like This (Inst.)" (왜 이럴까 (Inst.)) |                                  | Moon Sung-nam, Im Joo-yeon       |                                  | 02:40                            |
| Tổng thời lượng:                 | Tổng thời lượng:                                 | Tổng thời lượng:                 | Tổng thời lượng:                 | Tổng thời lượng:                 | 05:20                            |

### Phần 7
| Phát hành vào 5 tháng 7 năm 2018 | Phát hành vào 5 tháng 7 năm 2018    | Phát hành vào 5 tháng 7 năm 2018            | Phát hành vào 5 tháng 7 năm 2018 | Phát hành vào 5 tháng 7 năm 2018 | Phát hành vào 5 tháng 7 năm 2018 |
| STT                              | Nhan đề                             | Phổ lời                                     | Phổ nhạc                         | Nghệ sĩ                          | Thời lượng                       |
| -------------------------------- | ----------------------------------- | ------------------------------------------- | -------------------------------- | -------------------------------- | -------------------------------- |
| 1.                               | "In The End" (토로)                 | Kang Myeong-shin, ZigZag Note, Noh Eun-jong | ZigZag Note, Noh Eun-jong        | Yun Ddan Ddan                    | 04:25                            |
| 2.                               | "In The End (Inst.)" (토로 (Inst.)) |                                             | ZigZag Note, Noh Eun-jong        |                                  | 04:25                            |
| Tổng thời lượng:                 | Tổng thời lượng:                    | Tổng thời lượng:                            | Tổng thời lượng:                 | Tổng thời lượng:                 | 08:50                            |

### Phần 8
| Phát hành ngày 12 tháng 7 năm 2018 | Phát hành ngày 12 tháng 7 năm 2018                                   | Phát hành ngày 12 tháng 7 năm 2018 | Phát hành ngày 12 tháng 7 năm 2018 | Phát hành ngày 12 tháng 7 năm 2018 | Phát hành ngày 12 tháng 7 năm 2018 |
| STT                                | Nhan đề                                                              | Phổ lời                            | Phổ nhạc                           | Nghệ sĩ                            | Thời lượng                         |
| ---------------------------------- | -------------------------------------------------------------------- | ---------------------------------- | ---------------------------------- | ---------------------------------- | ---------------------------------- |
| 1.                                 | "Words Being Said For The First Time" (처음 하는 말)                 | Good Choice                        | Kim Se-jin, Midnight               | Song Yuvin (Myteen)                | 03:56                              |
| 2.                                 | "Words Being Said For The First Time (Inst.)" (처음 하는 말 (Inst.)) |                                    | Kim Se-jin, Midnight               |                                    | 03:56                              |
| Tổng thời lượng:                   | Tổng thời lượng:                                                     | Tổng thời lượng:                   | Tổng thời lượng:                   | Tổng thời lượng:                   | 07:52                              |

| Disc 2: | Disc 2:                     | Disc 2:         | Disc 2:    |
| STT     | Nhan đề                     | Nghệ sĩ         | Thời lượng |
| ------- | --------------------------- | --------------- | ---------- |
| 1.      | "Secretary (Opening Theme)" | Various Artists | 1:49       |
| 2.      | "Alsong Big Band"           | Various Artists | 1:53       |
| 3.      | "Art of Love"               | Various Artists | 3:02       |
| 4.      | "Baby Elephant"             | Various Artists | 2:17       |
| 5.      | "Big Bean"                  | Various Artists | 2:28       |
| 6.      | "Edge"                      | Various Artists | 2:08       |
| 7.      | "Funny Sunny"               | Various Artists | 1:26       |
| 8.      | "Gaint Food"                | Various Artists | 1:43       |
| 9.      | "Groove Company"            | Various Artists | 1:21       |
| 10.     | "Kim Possible"              | Various Artists | 1:47       |
| 11.     | "Lonely Boss"               | Various Artists | 1:59       |
| 12.     | "Lovely Girl"               | Various Artists | 1:31       |
| 13.     | "Loving You"                | Various Artists | 3:19       |
| 14.     | "Mad Walk"                  | Various Artists | 2:43       |
| 15.     | "Man in Black"              | Various Artists | 2:43       |
| 16.     | "New Recruit"               | Various Artists | 1:48       |
| 17.     | "Nothing to Lose"           | Various Artists | 3:02       |
| 18.     | "Old Story"                 | Various Artists | 2:40       |
| 19.     | "Pacific"                   | Various Artists | 1:58       |
| 20.     | "Squeeze"                   | Various Artists | 1:29       |
| 21.     | "Tambara"                   | Various Artists | 1:46       |
| 22.     | "Think Srtings"             | Various Artists | 3:04       |
| 23.     | "Tempest"                   | Various Artists | 2:36       |
| 24.     | "Why Brass Mind"            | Various Artists | 3:32       |
| 25.     | "Why Chomic Lim"            | Various Artists | 2:40       |
| 26.     | "Why Slow Piano Mode"       | Various Artists | 3:21       |

## Tỷ lệ người xem
| Mùa | Mùa | Số tập | Số tập | Số tập | Số tập | Số tập | Số tập | Số tập | Số tập | Số tập | Số tập | Số tập | Số tập | Số tập | Số tập | Số tập | Số tập | Trung bình |
| Mùa | Mùa | 1      | 2      | 3      | 4      | 5      | 6      | 7      | 8      | 9      | 10     | 11     | 12     | 13     | 14     | 15     | 16     | Trung bình |
| --- | --- | ------ | ------ | ------ | ------ | ------ | ------ | ------ | ------ | ------ | ------ | ------ | ------ | ------ | ------ | ------ | ------ | ---------- |
|     | 1   | 1.510  | 1.480  | 2.002  | 1.727  | 1.783  | 1.897  | 1.926  | 2.058  | 2.002  | 2.231  | 2.383  | 2.348  | 2.094  | 2.234  | 2.014  | 2.348  | 2.002      |

| Tập. | Ngày phát sóng      | Tiêu đề                              | Average audience share | Average audience share | Average audience share |
| Tập. | Ngày phát sóng      | Tiêu đề                              | AGB Nielsen            | AGB Nielsen            | TNmS                   |
| Tập. | Ngày phát sóng      | Tiêu đề                              | Toàn quốc              | Seoul                  | Toàn quốc              |
| --- | ------------------- | ------------------------------------ | ---------------------- | ---------------------- | ---------------------- |
| 1 | 6 tháng 6 năm 2018  | I Want to Pick Up My Life Now        | 5.757%                 | 6.446%                 | 6.3%                   |
| 2 | 7 tháng 6 năm 2018  | She Just Doesn't Want to Get Married | 5.403%                 | 5.529%                 | 5.6%                   |
| 3 | 13 tháng 6 năm 2018 | Go on a Date                         | 6.950%                 | 8.252%                 | 8.3%                   |
| 4 | 14 tháng 6 năm 2018 | I Come Back to Forgive You           | 6.379%                 | 6.945%                 | 6.3%                   |
| 5 | 20 tháng 6 năm 2018 | Ordinary Relationships               | 6.855%                 | 7.500%                 | 7.0%                   |
| 6 | 21 tháng 6 năm 2018 | What's Wrong with Vice Chairman Lee? | 7.687%                 | 8.554%                 | 7.7%                   |
| 7 | 27 tháng 6 năm 2018 | Memories Should Stay Buried          | 7.281%                 | 8.201%                 | 8.5%                   |
| 8 | 28 tháng 6 năm 2018 | I Like You Too                       | 8.120%                 | 9.326%                 | 8.3%                   |
| 9 | 4 tháng 7 năm 2018  | Let's Make it Official               | 7.767%                 | 9.428%                 | 8.8%                   |
| 10 | 5 tháng 7 năm 2018  | It Was You All Along                 | 8.403%                 | 9.545%                 | 9.2%                   |
| 11 | 11 tháng 7 năm 2018 | Why Hold Back the Truth?             | 8.665%                 | 10.565%                | 10.6%                  |
| 12 | 12 tháng 7 năm 2018 | I Don't Want to Waste Away Tonight   | 8.393%                 | 10.052%                | 9.7%                   |
| 13 | 18 tháng 7 năm 2018 | Nothing Can Stop Us                  | 7.673%                 | 8.717%                 | 8.7%                   |
| 14 | 19 tháng 7 năm 2018 | I Will Always Stay with You          | 8.100%                 | 9.506%                 | 9.2%                   |
| 15 | 25 tháng 7 năm 2018 | Wedding Bells                        | 7.107%                 | 7.725%                 | 8.0%                   |
| 16 | 26 tháng 7 năm 2018 | What's Wrong with You, Kim Mi So?    | 8.602%                 | 10.001%                | 9.8%                   |
| Trung bình | Trung bình          | Trung bình                           | 7.446%                 | 8.518%                 | 8.3%                   |
| - Trong bảng trên đây, số màu xanh biểu thị cho tỷ lệ người xem thấp nhất và số màu đỏ biểu thị cho tỷ lệ người xem cao nhất. - Bộ phim này được phát sóng trên hệ thống các kênh truyền hình cáp/trả phí nên số lượng người xem thấp hơn so với truyền hình miễn phí (ví dụ như KBS, SBS, MBC hay EBS). |                     |                                      |                        |                        |                        |